# حي خلف (المكلا)
حي خلف هو أحد أحياء مدينة المكلا في محافظة حضرموت اليمنية. يبلغ تعداد سكانه 1216 نسمة حسب التعداد السكاني في اليمن لعام 2004.